# Список керівників держав 1092 року
Список керівників держав 1092 року — це перелік правителів країн світу 1092 року.
Список керівників держав 1091 року — 1092 рік — Список керівників держав 1093 року — Список керівників держав за роками

## Європа
- Англія
  - Король Англії — Вільгельм II Рудий (1087—1100)
  - Корнволл — граф Вільям ап Роберт де Мортен (1084—1100/1106)
- Балканський півострів
  - Дукля — король Костянтин Бодін (1081—1101)
  - Рашка — Вукан (1091—1112)
- Хорватія — Петар Свачич (1091/1093-1097)
- Білорусь
  - Полоцьке князівство — Всеслав Брячиславич (1071—1101; втретє)
  - Турівське князівство — Святополк Ізяславич (1088—1093)
- Князь Новгородський — Мстислав Великий (1088—1094)
- Волзька Болгарія — Адам ібн Ашрафхан (1076—1118)
- Вельс
  - Королівство Гвент — Іестін ап Гургант (1081—1093)
  - Королівство Гвінед — Гріфід II ап Кінан (1081—1137)
  - Дехейбарт — Ріс ап Тевдур (1078—1093)
  - Морганнуг — Іестін ап Гургант (1081—1093)
  - Королівство Повіс — Іорверт ап Бледін (1075—1103)
- Візантійська імперія — Олексій I Комнін (1081—1118)
  - Болгарія (фема) — Іоанн Дука (1090—1092)
  - Кіпр (фема) — Рапсомат (1092)
  - Крит (фема) — Никифор Діоген (1089—1094)
  - Неаполітанське герцогство — Сергій VI (1082—1097)
- Ірландія — верховний король Домналл Ва Лохлайнн (1086—1101)
  - Айлех — Домналл О'Лохлайнн (1083—1121)
  - Айргіалла — Аод О'Баойгеллайн (1087—1093)
  - Дублін (королівство) — Гофрайд Кробан (1091—1094)
  - Коннахт — Руадрі На Сайде Буіде МакАеда Ін Гай Бернах (1087—1092); Флайтбертах О'Флайтбертайг (1092—1098) і Тадг IV МакРуадрі (1092—1097)
  - Ленстер — Енна мак Діармата (1089—1092); Діармайт II (1092—1098)
  - Король Міде — Домналл Уа Маел мак Фланн Сехлайнн (1087—1094)
  - Мунстер — Муйрхертах Ва Бріайн (1086—1114)
  - Улад — Доннхад мак Дуїнн Слейбе (1091—1095)
    - Конайлле Муйрхемне — до 1107 невідомо
- Італія
  - Герцогство Апулія і Калабрія — Рожер I Борса (1085—1111)
  - Арборейський юдикат — Орцокко I (1070/1073-1100)
  - Венеційська республіка — дож Вітале Фальєро де' Доні (1084—1095)
  - Кальярський юдикат — Костянтин Салусіо II (1089—1103)
  - Князівство Капуанське — Ландо IV (1092—1098)
  - Герцогство Гаета — Ландульф (1091-1103)
  - Лорітелло — князь Роберт I (1061—1107)
  - Маркграфство Монферрат — Гульєльмо IV (1084—1111)
  - Графство Сицилія — до 1101 невідомо
  - Сполетське герцогство — до Тоскани до 1093
  - Князівство Таранто — Боемунд I (1088—1111)
  - Маркгафство Тоскана — Матільда (1076—1115)
  - Торреський юдикат — Костянтин I (1082—1128)
  - Принц-єпископство Тренто — Адальберон (1084—1106)
- Кавказ
  - Цар Картлі, Кахетії та Абхазії Давид IV (1089—1125)
  - Кахетинсько-Еретське царство — Квіріке IV (1084/1089-1102)
- Німеччина
  - Маркграфство Австрія — Леопольд II (1075—1095)
  - Герцогство Баварія — Генріх IV (1077—1096)
  - Принц-єпископство Бріксен — Пухард і Анто (1091—1100)
  - Графство Вюртемберг — граф Конрад I (1083—1110)
  - Архієпископ Зальцбургу — Тімо (1090—1101)
  - Герцогство Каринтія — Отакар II (1088—1122)
  - Кельнське курфюрство — Герман III фон Гохштаден (1089—1099)
  - Клеве (герцогство) — Дітріх I (1092—1119)
  - Крайна (марка) — Поппо II (1070—1098)
  - Курпфальц — пфальцграф Генріх II (1085—1095)
  - Лужицька марка — Генріх I (1081—1103)
  - Архієпископ Майнца Рутхард (1088—1109)
  - Маркграфство Мейсен — Генріх I Айленбурзький (1089—1103)
  - Ободрицький союз — Круто (1066—1093)
  - Північна марка — Лотар Удо III фон Штаде (1087—1106)
  - Герцогство Саксонія — Магнус I (1072—1106)
  - Саксонська марка — Генріх I Айленбурзький (1075—1103)
  - Герцогство Швабія — Фрідріх I (1079—1105)
  - Герцогство Шлезвіг — Олаф I (1058—1095)
- Піренейський півострів
  - Королівство Арагон — Санчо I (1063—1094)
  - Барселонське графство — Беренгер-Рамон II (1082—1097)
  - Графство Безалу — Бернардо II і Бернардо III (1085—1100)
  - Королівство Галісія — Альфонсо VI (1073—1109)
  - Королівство Кастилія — Альфонсо VI (1072—1109)
  - Коїмбрське графство — Сеснандо Давідес (1064—1091)
  - Королівство Леон — король Леону Галісії та Астурії Альфонсо VI (1072—1109)
  - Валенсійська тайфа — аль-Кадір (1085/1086—1092), вдруге; Джа'фар ібн Абдаллах ібн Джаххаф (1092—1094)
  - Денійська тайфа — Мубашир Насир ад-Даула (1090—1092). Підкорено Альморавідами.
  - Кармонська тайфа — під контролем тайфи Альморавідів (1091—1143)
  - Майоркська тайфа — Абдаллах ібн аль-Муртада ібн Аглаб (1076—1093)
  - Малазька тайфа — під контролем Альморавідів (1091—1145)
  - Тайфа Мурвіедро і Сагунто — Абу Іса Луббун (1086—1092). Підорено Альморавідами.
  - Сарагоська тайфа — Ахмад II аль-Мустаїн (1085—1110)
  - Бадахоська тайфа — Мухаммад (1079—1093)
  - Королівство Наварра — Санчо V (1076—1094)
- Польща — Владислав I Герман (1079—1102)
- Скандинавія
  - король Данії — Олаф I (1086—1095)
  - Король Норвегії Олаф III Спокійний (1066—1093)
  - Швеція — Інге I Старший (1087—1100)
- Угорське князівство — король Владислав I Угорський (1077—1095)
- Україна — Київський князь Всеволод Ярославич (1078—1093)
  - Волинське князівство — Давид Ігорович (1087/1089-1099);
  - Перемиське князівство — Рюрик Ростиславич (1084—1092); Володар Ростиславич (1092—1124)
  - Переяславське князівство — Ростислав I (1078—1093)
  - Тмутороканське князівство — Олег Святославич (1083—1094)
  - Чернігівське князівство — Володимир I Мономах (1078—1094)
- Королівство Франція — Філіп I (1059/1060-1108)
  - Герцогство Аквітанія — Вільгельм IX Трубадур (1086—1127)
  - Арелатське королівство — Генріх IV (1056—1105)
  - Герцогство Бар — Тьеррі I (1073—1105)
  - Графство Булонь — Євстахій III (1088—1125)
  - Графство Бургундія — Рено II (1087—1097)
  - Графство Нант — Матьє II (1084—1103/1104)
  - Бретонське герцогство — Ален IV (1084—1112)
  - Голландія — Дірк V (1061—1091); Флоріс II (1091—1121)
  - Ено (графство) — Балдуїн II (1070—1098)
  - Графство Ла Марш — Ед I (1091—1128)
  - Лімбург (герцогство) — Генріх I (1081/1082-1119)
  - Нижня Лотарингія — Конрад (1076—1101)
  - граф Лувену і маркграф Брюсселю Генріх III (1078—1095)
  - Люксембург (графство) — Генріх (1086—1096)
  - Льєзьке єпископство — Оберт (1091—1117/1119)
  - Графство Мен — Гуго V д'Есте (1069—1093)
  - Монбельяр (графство) — Тьєррі I (1073—1105)
  - Монпельє (сеньйорія) — Вільгельм V (1085—1121)
  - Намюр (графство) — Альберт III (1063/1064—1102)
  - Нормандія — Роберт II Куртгез (1087—1106)
  - Савойське графство — Гумберт II (1082/1091–1103)
  - Графство Тулуза — Вільгельм IV (1060—1094)
  - Урхельське графство — Ерменгол IV (1065—1092); Ерменгол V (1092—1102)
  - Фландрія — Роберт I Фризький (1071—1093)
  - Графство Фуа — Роже II де Фуа (1071/1074-1124)
- Чехія — князь Вратислав ІІ (1061—1092); Конрад I (1092); Бржетіслав II (1092—1100)
- Шотландія
  - Король Шотландії Малкольм III (1058—1093)
- Святий Престол; Папська держава — папа римський Віктор III (1086—1087)
- Вселенський патріарх — Микола ІІІ (1084—1111)
  - Тбіліський емірат — до 1122 правила рада старійшин

## Азія
- Візантійська імперія — Олексій I Комнін (1081—1118)
- Близький Схід
  - Фатіміди — Мустансир (1036—1094)
  - Багдадський халіфат — Абдуллах аль-Муктаді (1075—1094)
  - Шаріфат Мекки — Абул-Хашим ібн Мухаммед (1063—1094)
  - Наджахіди — Арва ас-Сулайхі (1086/1088-1138)
  - Румський султанат — міжцарство до 1092 (у Нікеї правив Абу-л-Касім); Килич-Арслан I (1092—1107)
  - Данішмендиди в Сівасі Данішменд Газі (1071—1104)
  - Сельджуцька імперія — Малік-шах (1072—1092); Махмуд I (1092—1104)
  - Зіяриди — Нізарі — Хасан ібн Саббах (1090—1124)
  - Держава Ширваншахів — Фарібурз I (1063—1096)
  - Ділмачогуллари — Альп Тегін Мехмед (1085—1104)
  - Чубукогуллари — Чубук-бей (1085—1095)
  - Сирійський султанат — Тутуш I (1092—1095)
- Візантія
  - Мелітена (фема) — Гаврило (1092—1096)
- Сюнікське царство — Сенекерім (1084—1096)
- Ташир-Дзорагетська держава — Давид II і Абас I (1089—1113)
- Династія Лі — Лі Нян Тонг (1072—1128)
- Індія
  - Східні Ганги — Анантаварман Чодаганга (1078—1147)
  - магараджахіраджа Гаріяни Віджаяпала (1081—1105)
  - Гуджарадеша — Карнадева (1063/1064-1092); Джаясімха Сідхараджа (1092—1143)
  - Гаґавадали — Чандрадева (1089/1090—1103)
  - Династія Какатіїв — Бета II (1075/1076-1108)
  - Камарупа — Джаяпала (1075—1100)
  - самраат Кашмірської держави (Династія Лохара) — Харша (1089—1101)
  - Мевар (князівство) — до 1164 невідомо
  - Імперія Пала — Рамапала (1072—1126)
  - Держава Пандья — підкорено Чолою до 1190
  - Парамара — Удаядітья (1060—1097)
  - Полоннарува — Віджаябагу I (1055—1110)
  - Династія Сена — Ґемантасена (1070—1096)
  - Династія Тхакурі — Харшадева (1090—1099)
  - Саканбарі — нріпа Прітхвіраджа I (1090—1110)
  - Династія Сеунів — Парамадева (1085—1105)
  - Держава Хойсалів — Хойсала Вінаядітья (1047—1098)
  - Західні Чалук'ї — Вікрамадітья II (1076—1126)
  - Східні Чалук'ї — Вішну-вардхан IX (1079—1102)
  - Чандела — магараджа Джеджа-Бхукті Кірті-варман (1060—1100)
  - магараджа держави Чеді й Дагали Яшагкарна (1073—1123)
  - Чола — Кулотунга Чола I (1070—1118)
- Індонезія
  - Кедірі (королівство) — Шрі Ітендракара (1051?-1112?)
  - Сунда — Ланглангбхумі (між 1064 і 1154)
  - Шривіджая — Кулотунга Чола I (1070/1077-1118)
- Китай
  - Далі — Дуань Чженмін (1081—1094)
  - ідикут Кучі — до 1126 — невідомі
  - Династія Ляо — Єлюй Хунцзі (1055—1101)
  - Династія Сун — Чжао Сюй (II) (1085—1100)
  - Західна Ся — Лі Ґаньшунь (1086—1139)
- Корея
  - Корьо — Сонджон (1083—1094)
- Паганське царство — король Чанзітта (1084—1112)
- Персія і Середня Азія
  - Баванди — Шахріяр IV (1074—1114)
  - Газневіди — Ібрагім I (1059—1099)
  - Какуїди — Алі (1070—1095)
  - Західнокараханідське ханство — Малік-шах (1089—1092); Абу'л-Музаффар Ахмад-хан (1092—1095)
  - Керманський султанат — Туран-шах I (1085—1096/1097)
  - Раввадіди — Ібрагім (? — до 1107)
  - шах Хорезму — Ануш-Тегін Ґарчаї (1077—1097)
  - Шеддадіди — в Ані правив Манучихр ібн Шавур I (1072—1118)
- Кхмерська імперія — Джаяварман VI (1080—1107)
- Сінгханаваті — Боромма Чаясірі (1089—1107/1120)
- Середня Азія
  - Східнокараханідське ханство — Гарун Богра-хан II (1075—1102)
- Японія — Імператор Хорікава (1087—1107)

## Африка
- Альморавіди — Юсуф ібн Ташфін (1061—1106)
- Зіріди — Тамім ібн аль-Муїзз (1062—1108)
- Канем (імперія) — Хуме (1085/1086-1097)
- Кілва (султанат) — Алі ібн Дауд II (1083? — 1106?)
- Макурія — Василеос (1089? — 1130?)
- Нрі — Езе Нрі Намоке (1090—1158)
- Сосо (держава) — Камбіне Діаріссо (1076 — ?1100)
- Фатіміди — Мустансир (1036—1094)
- Хаммадіди — Аль-Мансур ібн ан-Насір (1088—1104)

## Північна Америка
- Ацкапоцалько — ? до 1240
- Маяпанська ліга — ? до 1195